# K200
K200 (Korea Infantry Fighting Vehicle) — южнокорейская боевая машина пехоты, созданная на базе американской БМП AIFV.
Серийный выпуск этих гусеничных машин продолжался с 1985 по 2006 год. В создании K200 приняла участие компания Daewoo Heavy Industries. На базе БМП было создано множество модификаций.
Находится на вооружении сухопутных войск Южной Кореи и Малайзии.

## Модификации
- K200 (KIFV) — базовая модификация БМП
  - K216 — машина радиационной, биологической и химической разведки
  - K221 — постановщик дыма (дымогенератор)
  - K242 — самоходный миномёт, вооруженный 107-мм миномётом KM30
  - K255 — транспортная машина для перевозки боеприпасов 155-мм самоходных гаубиц
  - K263 Cheongoong — зенитная установка с шестиствольной 20-мм автоматической пушкой KM167A1 (M61 Vulcan)
  - K277 —  командно-штабная машина
  - K281 — самоходный миномёт, вооруженный 81-мм миномётом KM187
  - K288 — бронированная ремонтно-эвакуационная машина
- K200A1 — модернизированная боевая машина пехоты 
  - K216A1 — машина радиационной, биологической и химической разведки
  - K221A1 — постановщик дыма (дымогенератор)
  - K242A1 — самоходный миномёт, вооруженный 107-мм миномётом KM30
  - K255A1 — транспортная машина для перевозки боеприпасов 155-мм самоходных гаубиц
  - K263А1 Cheongoong — зенитная установка с шестиствольной 20-мм автоматической пушкой KM167A1 (M61 Vulcan)
  - K277А1 —  командно-штабная машина
  - K281А1 — самоходный миномёт, вооруженный 81-мм миномётом KM187
  - K288А1 — бронированная ремонтно-эвакуационная машина
  - KIFV 25 — БМП, вооруженная 25-мм автоматической пушкой и 7,62-мм пулемётом
  - KIFV 30A — БМП, оснащенная башней AV30 с 30-мм автоматической пушкой ATK M230 и 7,62-мм пулемётом M240
  - KIFV 30M — БМП, оснащенная башней MT30K с 30-мм автоматической пушкой Mauser MK.30 и 7,62-мм пулемётом MG3A1
  - KAFV 40 — БМП, оснащенная башней DT 40/50 с 40-мм автоматическим гранатометом K4 и 12,7-мм пулемётом K6
  - KAFV 90 — БМП, оснащенная башней C.T.G.90 с 90-мм пушкой Cockerill Mk.3M-A1 и 7,62-мм пулемётом

## Машины на базе
- K30 Biho — зенитная самоходная установка со сдвоенной 30-мм автоматической пушкой S&T Dynamics KKCB (Oerlikon KCB)

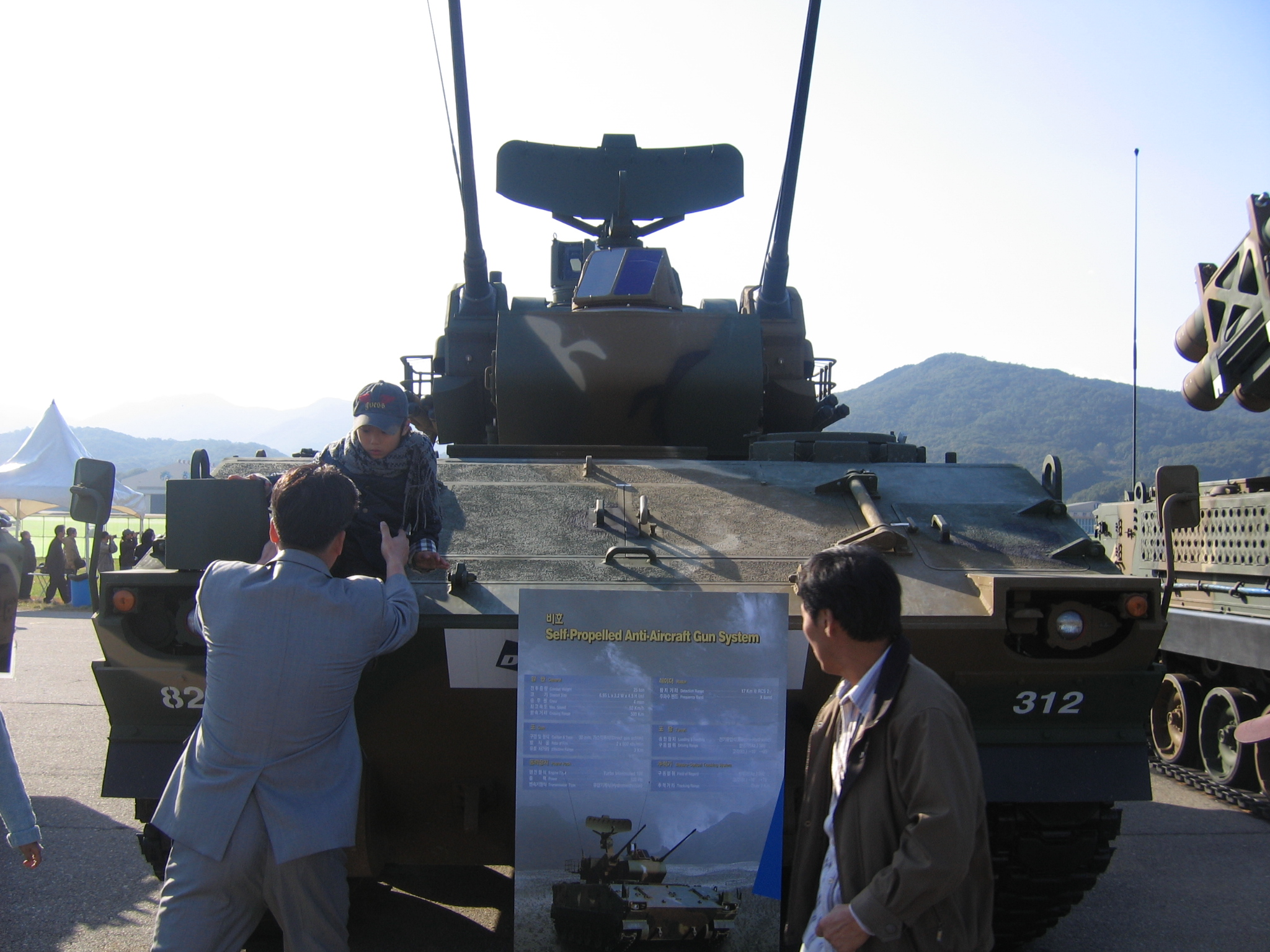
Зенитная самоходная установка К30, 2007 год.

## На вооружении
- Республика Корея — ~2000 K200 всех модификаций, по состоянию на 2013 год
- Малайзия — 103 K200A1, по состоянию на 2013 год[4]. Всего с 1993 по 1995 год было поставлено 111 K200A1 в разных модификациях[5].